# POSSE (NPO法人)
特定非営利活動法人POSSE（ポッセ）とは、若者自身によって若者の労働問題を解決することを目指して設立された特定非営利活動法人（NPO法人）である。10代から30代の若者に対してセミナーの開催や労働相談、労働情報の提供等を行い、若者が主体的に社会へ参画していくことに寄与することを目的としている。
「POSSE」はラテン語の「力を持つ」意味であり、また英語のスラングで「仲間」も意味する。

## 概要
事務所を東京都世田谷区におき、会員数は約200名。事務員は全員がボランティアで、活動費用は、会費・寄付金・各種助成金によってまかなわれている。
2009年より、宮城県仙台市と京都府京都市にて活動を開始し、支部を設けている。
中央大学で労働法を学んでいた今野晴貴らが、2006年6月から7月にかけて学生と若者の労働実態を調べるアンケート調査を実施したことが団体設立のきっかけである。同年9月に同調査を基にしたシンポジウムを開催し、これに関わった都内の大学生・若手社会人によって団体として発足した。翌2007年2月27日に東京都から特定非営利活動法人の認証を受け、同年3月16日に正式に法人として成立した。

## 組織
事務局
- 労働法研究会
- 政策研究会
- 雑誌編集部
  - 格差問題に切り込むための学習プロジェクト
    - 労働相談班
      - 解雇・リストラ相談センター

    - 労働法教育ワーキングチーム
      - 労働法教育推進協議会

    - 調査ワーキングチーム
    - 奨学金ワーキングチーム
    - 文化班
    - 震災・貧困班

## 活動内容
職場の違法状態や労働問題改善のための政策提言や、アンケート調査を実施している。また、職場の問題や社会保険、生活保護などに関する労働相談の受付や、労働法セミナーの開催など労働環境の改善に取り組んでいる。
2007年10月には、出退勤時間や仕事内容を記録するための手帳『しごとダイアリー』を発行した。2008年9月に労働問題総合誌『POSSE』を創刊し、同年12月から全国の書店で販売を開始した。
2011年3月より、災害復興支援として移転支援事業と生活支援事業を実施し、その活動内容が評価され、2013年3月には厚生労働大臣より表彰、感謝状を授与されている。
生活支援事業の1つである就労支援事業は仙台市復興事業局生活再建支援室と協働して実施している。同室職員を講師としてセミナーも開催しており、行政と連携しながら事業を展開している。

### 受賞
- 流行語大賞トップ10
  - 「ブラック企業」
- 第13回（2013年度）大佛次郎論壇賞
  - 『ブラック企業　日本を食いつぶす妖怪』（今野晴貴著、文春新書）
- 東日本大震災における被災者の支援活動等に対する厚生労働大臣感謝状[20]
- 京都市自治記念式典
  - 未来の京都まちづくり推進表彰
- 第2回 エクセレントNPO大賞 課題解決力賞（ノミネート）[23]

## 事件
2013年の5・6月に「カルトの広告塔・本田由紀教授に然るべき処分を／新左翼カルトNPO法人POSSEに注意！」とのタイトルの電子メールで「POSSEは新左翼カルト法人」「特定の政治団体・セクトと関係している」「オルグ（勧誘）される前に学生は逃げろ」などとする電子メールが、関係各所など約50数カ所に送られる。他にも、まとめサイトが作製され、POSSEを誹謗する専用のTwitterアカウントが複数作成されるなどした。
そのため、今野晴貴や本田由紀らの名誉が毀損されたとして、2014年10月に警視庁に相談、2015年6月26日に警視庁尾久警察署が名誉毀損の疑いで、神奈川県横浜市に住む30代の自称フリーデザイナーの男を東京地方検察庁に送検した。同年7月16日、東京・霞ヶ関の厚生労働省記者クラブ（厚生労働記者会）でPOSSE・今野・本田誹謗中傷被害弁護団（弁護団長菊地修）と会見を開き、代理人である宮腰英洋弁護士と共に、電子メールやTwitterで事実無根の誹謗中傷を受けていると訴えた。本田由紀宛にGmailで電子メールが送られた時には、常見陽平が発信元Gmailメールアドレスのなりすましをされている。
日本科学者会議が、この電子メールを根拠にして、今野晴貴の入会を拒否したため、推薦人であった一橋大学名誉教授岩佐茂（元日本科学者会議事務局長、元『日本の科学者』編集委員長）も、日本科学者会議を脱退している。